# Peso salvadoregno
Il peso è stata la valuta di El Salvador tra il 1877 e il 1919.

## Storia
Il peso sostituì il real salvadoregno e il real della Repubblica Federale del Centroamerica al cambio di 8 reales = 1 peso. Le banconote furono emesse a partire dal 1877. Nel 1889 El Salvador decimalizzò la valuta suddividendo il peso in 100 centavos, e iniziò a coniare le monete. Il peso fu inizialmente agganciato al franco francese al cambio di 1 peso = 5 franchi. Il peso fu rimpiazzato nel 1919 dal colón alla pari.

## Monete
Le prime monete decimali salvadoregne furono coniate nel 1889. Erano monete in cupro-nichel da 1 e 3 centavos. Il 28 agosto 1892 venne fondata la zecca salvadoregna ed ebbe inizio la produzione di monete d'argento e oro denominate in centavos e in pesos. Oltre alle monete in rame da 1 centavo, c'erano quelle in argento da 5, 10 e 20 centavos e 1 peso, e quelle d'oro da 2½, 5, 10 and 20 pesos, sebbene le monete d'oro furono coniate solamente in pochissimi esemplari. Nel 1909 furono emesse monete di bronzo da ¼ real in risposta al continuo utilizzo del sistema valutario basato del real in alcune parti del paese. Le monete da 25 centavos furono introdotte nel 1911. La produzione delle monete d'argento fu sospesa nel 1914.

## Banconote
Il governo emise banconote denominate in pesos nel 1877, in tagli da 1, 2, 5, 10, 25, 50, 100 e 500 pesos. In seguito a ciò, diverse banche private emisero banconote fino a dopo che il peso fu rimpiazzato dal colón. Tra queste il "Banco Agrícola Comercial", il "Banco de Ahuachapam", il "Banco de Centro America y Londres", il "Banco Industrial del Salvador", il "Banco Internacional del Salvador", il "Banco Nacional del Salvador", il "Banco Occidental", il "Banco América del Centro" e il "Banco Salvadoreño". Le banconote furono emesse in tagli da 1, 2, 5, 10, 25, 50, 100 e 500 pesos.